# Старцино
Ста́рцино (рос. Старцино, башк. Старцин) — село у складі Бірського району Башкортостану, Росія. Водить до складу Калинниківської сільської ради.
Населення — 263 особи (2010; 255 в 2002).
Національний склад:
- росіяни — 74 %

Стара назва села — Старицино.